# Полицейский, имя прилагательное
«Полицейский, имя прилагательное» (рум. Polițist, adjectiv) — кинофильм режиссёра Корнелиу Порумбою, вышедший на экраны в 2009 году. Лента выдвигалась от Румынии на премию «Оскар» за лучший фильм на иностранном языке, но не была номинирована.

## Сюжет
Молодой полицейский Кристи ведёт расследование дела о распространении наркотиков среди учащихся местной школы. Он легко устанавливает группу подростков, курящих гашиш, но считает их слишком мелким «уловом» и предлагает искать настоящих дилеров. Однако начальство требует от него более решительных действий. Зная, что закон скоро должны поменять и употребление наркотиков перестанет быть преступлением, Кристи всячески оттягивает арест школьников и проводит многие часы, наблюдая за их перемещениями. Лишь когда дальнейшее затягивание дела становится невозможным, он делится с начальником своими моральными сомнениями и заявляет о нежелании брать на себя ответственность за поломанные судьбы детей. Чтобы разрешить эти сомнения, начальник приказывает принести толковый словарь и зачитать ряд ключевых понятий — «закон», «совесть», «мораль». В финале фильма Кристи планирует операцию по захвату подростков.

## В ролях
- Драгош Букур — Кристи
- Влад Иванов — Ангелаке
- Ион Стойка — Нелу
- Ирина Саулеску — Анка
- Черасела Трандафир — Джина
- Мариан Геня — прокурор
- Космин Селеси — Кости

## Награды и номинации
- 2009 — участие в программе «Особый взгляд» Каннского кинофестиваля, где лента удостоена приза жюри и приза ФИПРЕССИ.
- 2009 — участие в конкурсе новых режиссёров на Чикагском кинофестивале.
- 2009 — приз иностранной прессы на Гамбургском кинофестивале.
- 2009 — специальное упоминание на Люблянском кинофестивале.
- 2009 — главный приз Трансильванского кинофестиваля.
- 2010 — призы за лучшую режиссуру (Корнелиу Порумбою) и лучшую мужскую роль (Драгош Букур) фестиваля независимых фильмов в Буэнос-Айресе.
- 2010 — 3-е место в списке лучших иностранных фильмов года от Национального общества кинокритиков США.
- 2010 — 6 национальных премий «Гопо»: лучший фильм, лучшая режиссура, лучший сценарий (все — Корнелиу Порумбою), лучший актёр (Драгош Букур), лучший актёр второго плана (Влад Иванов), лучшая операторская работа (Мариуш Пандуру). Кроме того, лента получила 4 номинации: лучший монтаж (Роксана Зель), лучшая работа художника-постановщика (Михаэла Поэнару), лучшие костюмы (Джорджиана Бостан), лучший звук.

## Художественные особенности
Корнелиу Порумбою: «Этот фильм — о смысле жизни и о словах. Название придало моему фильму дополнительный смысл. Сцена, где герои обсуждают написание местоимений, важна для меня. Я хотел показать, что мир меняется сейчас даже на уровне грамматики. Мои герои — посредники в мире, они передают информацию от одного к другому. И я сам ощущаю себя посредником».
Кинокритик Тамара Дондурей, рассуждая о том, как в фильме отражена связь лингвистических изменений с изменениями в реальном мире, следующим образом характеризует построение повествования: «Долгое, очень долгое время ничего в фильме не происходит. Ничего экстраординарного, кроме сосредоточенной магии достоверности в кадре... Саспенс возникает не благодаря развитию фабулы, но из интимности неприметного проживания Кристи. Каждой минуты, многих часов тягучего, безрезультатного дня. Однако фильмам Порумбою — их конструкциям — свойственна почти математическая четкость. Безупречно выверенный сценарий представляет собой всего лишь „словесную сетку“, в которой внутренний смысл повествования возникает (или может быть вербализован) между строк, „между делом“».